# Marian Szydłowski
Marian Szydłowski (ur. 8 listopada 1884 w Jarosławiu, zm. 13 kwietnia 1939 w Katowicach) – polski inżynier górnictwa, minister przemysłu i handlu, poseł na Sejm I i II kadencji w II RP. 

## Życiorys
Był synem Romana Szydłowskiego h. Lubicz i Marii May (zm. 1929), bratem Tadeusza Andrzeja (1883–1942), dra filoz. UJ. Ukończył Akademię Górniczą w Leoben. Następnie od 1905 do 1922 pracował jako inżynier i dyrektor w różnych przedsiębiorstwach górnictwa naftowego.
W czasie I wojny światowej był żołnierzem Legionów. Komendant Oddziału Intendentury Departamentu Wojskowego Sekcji Zachodniej Naczelnego Komitetu Narodowego w 1914 roku. W 1916 został ranny i opuścił wojsko w stopniu porucznika.
Od 1918 był związany z SL „Piast”, gdzie w latach 1927–1930 był członkiem Rady Naczelnej. Założyciel Unii Narodowo-Państwowej w 1922 roku. Z ramienia PSL „Piast” w latach 1922–1930 był posłem na Sejm II RP. Po zjednoczeniu ruchu ludowego w 1931 należał do SL.
Od 1 września 1923 do 15 grudnia 1923 był ministrem przemysłu i handlu w rządzie Wincentego Witosa. 
Był członkiem wielu organizacji i instytucji przemysłowych, wiceprezesem Zarządu Centralnego Związku Przemysłu Polskiego w 1932 roku, radcą Izby Przemysłowo-Handlowej w Warszawie w 1935 roku, prezesem Rad Nadzorczych Spółek Akcyjnych książęcej kopalni pszczyńskiej i książęcego browaru.
Zmarł 13 kwietnia 1939 w Katowicach, w czasie podróży służbowej. Pochowany został na cmentarzu Rakowickim w Krakowie (kwatera M-płd-zach-gr. Wdowiszewskich).

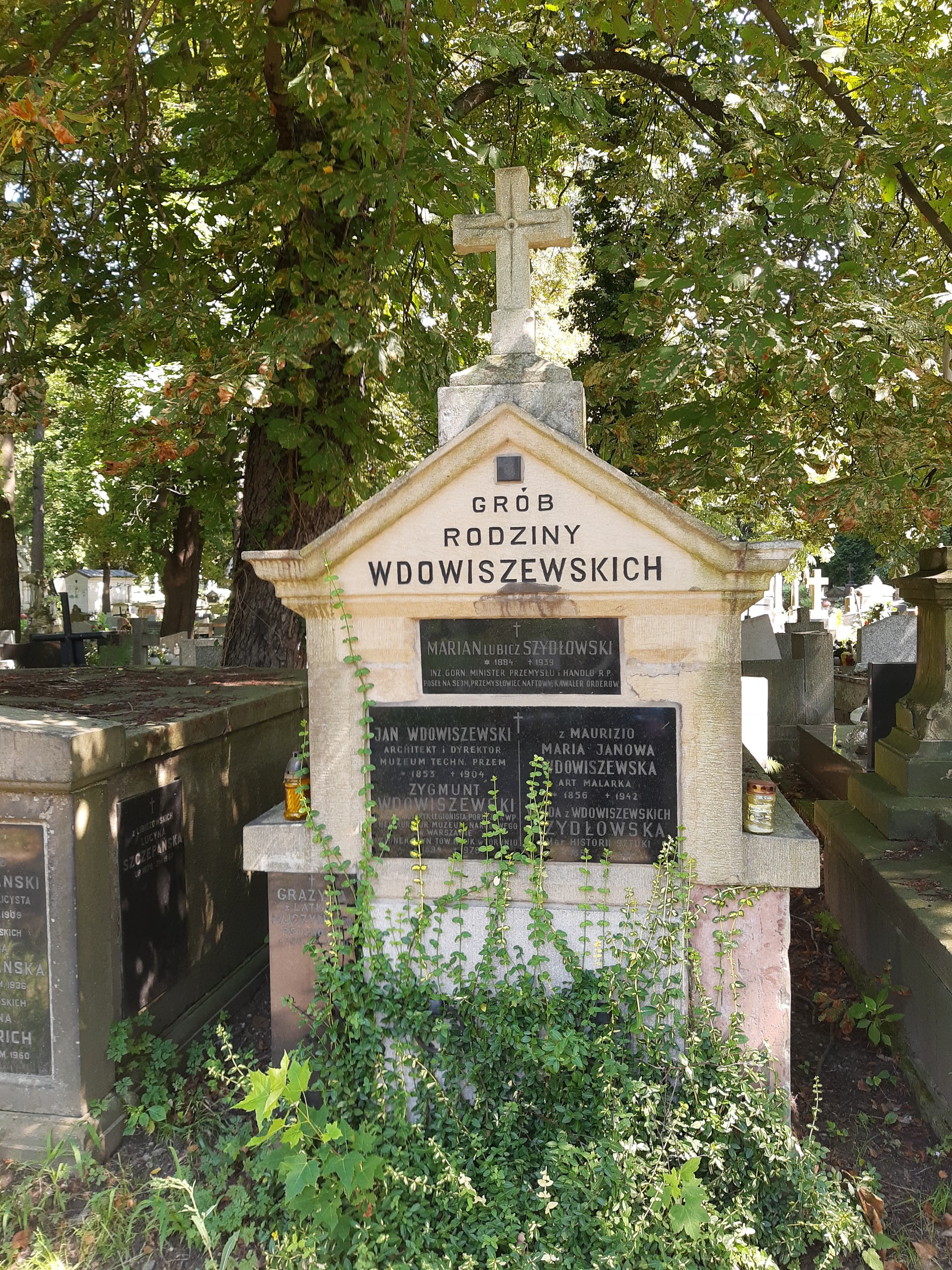
grób Mariana Szydłowskiego i Zygmunta Wdowiszewskiego

## Ordery i odznaczenia
- Medal Niepodległości (21 kwietnia 1937)[9]
- Krzyż Wielki Orderu Białej Róży Finlandii[10]